# Mendolo Kidul
Mendolo Kidul is een bestuurslaag in het regentschap Pacitan van de provincie Oost-Java, Indonesië. Mendolo Kidul telt 1625 inwoners (volkstelling 2010).